# Hanč-Vidmanova nomenklatura
Hanč-Vidmanova nomenklatura (prošireni Hanč-Vidmanov sistem) je tip sistematske hemijske nomenklature koja se koristi za imenovanje heterocikličnih nerazgranatih struktura koje imaju do deset članova prstena. Neka od uobičajenih heterocikličnih jedinjenja su zadržala imena koja ne slede Hanč-Vidmanov šablon.

Hanč-Vidmanova nomenklatura je nazvana po nemačkom hemičaru Arturu Hanču i švedskom hemičaru Oskaru Vidmanu, koji su nezavisno predložili slične metode za sistematsko imenovanje heterocikličnih jedinjenja 1887 i 1888 godine respektivno. Njom se formira osnova mnogih uobičajenih hemijskih imena, kao što su dioksin i benzodiazepin.
Hanč-Vidmanovo ime sadrži prefiks koji ukazuje na tip heteroatoma prisutnog u prstenu, i osnovu koja daje indikaciju o totalnom broju atoma i prisustvu ili odsustvu dvostruke veze. Ime može da ima više od jednog prefiksa, ako je prisutno više tipova heteroatoma; multiplikativni prefiks ako je prisutno nekoliko heteroatoma istog tipa; i lokatore koji označavaju relativne pozicije različitih atoma. Hanč-Vidmanova imena se mogu kombinovati sa drugim aspektima organske nomenklature, da bi se označila supstitucija ili sistem spojenih prstena.

## Prefiksi
| Element  | Prefiks |            | Element | Prefiks |
| -------- | ------- | ---------- | ------- | ------- |
| Fluor    | fluora  | Arsenik    | arsa    |         |
| Hlor     | hlora   | Antimon    | stiba   |         |
| Brom     | broma   | Bizmut     | bisma   |         |
| Jod      | joda    | Silicijum  | sila    |         |
| Kiseonik | oksa    | Germanijum | germana |         |
| Sumpor   | tia     | Kalaj      | stana   |         |
| Selen    | selena  | Olovo      | plumba  |         |
| Telur    | telura  | Bor        | bora    |         |
| Azot     | aza     | Živa       | merkura |         |
| Fosfor   | fosfa   |            |         |         |

Hanč-Vidmanovi prefiksi indiciraju tip heteroatoma koji je prisutan u prstenu. Postoji sekvenca prioriteta. Ako prsten sadrži više od jednog tipa heteroatoma, prefiks koji je viši na listi dolazi pre prefiksa koji je niži na listi. Na primer, "oksa" (za kiseonik) uvek ide pre "aza" (za azot) u imenu. Red prioriteta je isti kao i kod supstitucione nomenklature, mada je Hanč–Vidmana nomenklatura jedino preporučena za upotrebu kod ograničenog skupa heteroatoma.
Za heteroatom se smatra da ima svoj standardni broj vezivanja za organsku hemiju (zbir valentnih veza sa susednim skeletalnim atomima) pri formiranju imena. Na primer standardni broj vezivanja halogena je jedan.

## Osnova
Izbor osnove nije potpuno standardizovan. Glavni kriterijumi su:
- totalni broj atoma prstena, ugljenika i heteroatoma (veličina prstena);
- prisustvo dvostrukih veza;
- priroda heteroatoma

| Veličina prstena | Veličina prstena | Zasićen         | Nezasićen     |
| ---------------- | ---------------- | --------------- | ------------- |
| 3                | 3                | -iran (-iridin) | -iren (-irin) |
| 4                | 4                | -etan (-etidin) | -et           |
| 5                | 5                | -olan (-olidin) | -ol           |
| 6A               |                  | -an             | -in           |
| 6B               |                  | -inan           | -in           |
| 6C               |                  | -inan           | -in           |
| 7                | 7                | -epan           | -epin         |
| 8                | 8                | -ocan           | -ocin         |
| 9                | 9                | -onan           | -onin         |
| 10               | 10               | -ecan           | -ecin         |

Prioritet heteroatoma raste u sledećem nizu: F, Cl, Br, I, O, S, Se, Te, N, P, As, Sb, Bi, Si, Ge, Sn, Pb, B, Al, Ga, In, Tl, Hg. Imena u zagradama indiciraju završetak kad je azot prisutan.

## Literatura
1. ↑  IUPAC. „Hantzsch–Widman name”. Kompendijum hemijske terminologije (Internet izdanje).
2. ↑  Međunarodna unija za čistu i primenjenu hemiju (1983), „Revision of the Extended Hantzsch–Widman System of Nomenclature for Heteromonocycles (Recommendations 1982)”, Pure and Applied Chemistry, 55 (2): 409—16, doi:10.1351/pac198855020409.
3. 1 2 3  ,  "Recommendation R-2.3.3.". pp. 40–44.
4. ↑  Arthur Rudolf Hantzsch; Weber, J. H. (1887), „Ueber Verbindungen des Thiazols (Pyridins der Thiophenreihe)”, Berichte der deutschen chemischen Gesellschaft, 20: 3118—32, doi:10.1002/cber.188702002200.
5. ↑  Widman, O. (1888), „Zur Nomenclatur der Verbindungen, welche Stickstoffkerne enthalten”, J. Prakt. Chem., 38: 185—201, doi:10.1002/prac.18880380114.
6. ↑  International Union of Pure and Applied Chemistry (1993). „Revised nomenclature for radicals, ions, radical ions and related species (Recommendations 1993)”. Pure and Applied Chemistry. 65 (6): 1367—1455. doi:10.1351/pac199365061357..

## Napomene
1. ↑  Nacrt preporuka iz 2004 predlaže dodavanje aluminijuma (aluma), galijuma (gala), indijuma (indiga) i talijuma (tala) na listu heteroatoma za koje se Hanč–Vidmanova nomenklatura koristi, kao i uklanjanje žive.

## Spoljašnje veze
- Hanč-Vidmanova nomenklatura,